# Noordrijns voetbalkampioenschap 1906/07
In 1906/07 werd het vijfde Noordrijns voetbalkampioenschap gespeeld, dat georganiseerd werd door de West-Duitse voetbalbond. Voorheen heette de competitie Nederrijns kampioenschap, maar nu er meerdere competities kwamen in West-Duitsland werd deze naam gewijzigd in Noordrijns kampioenschap, aangezien er ook een Zuidrijns kampioenschap was. 
Vier clubs trokken zich terug. Düsseldorf won  thuis met 8-0 tegen Crefeld, terwijl Crefeld thuis won met 1-0. Crefeld verzaakte aan een beslissende wedstrijd om de titel waardoor Düsseldorfer FC 99 kampioen werd zich en plaatste voor de West-Duitse eindronde. De club versloeg BV 04 Dortmund en Cölner FC 1899 en stond in de finale tegenover Casseler FV 95 dat een 7:0 draai om de oren kreeg. Hierdoor plaatste de club zich voor de eindronde om de landstitel, waar ze zelf een 8:1 pandoering kregen van FC Victoria Hamburg. 

## 1. Klasse
| Plaats | Club                     | Wed.           | W              | G              | V              | Saldo          | Ptn.           |
| ------ | ------------------------ | -------------- | -------------- | -------------- | -------------- | -------------- | -------------- |
| 1.     | Düsseldorfer FC 1899     | 2              | 1              | 0              | 1              | 8:1            | 2:2            |
| 2.     | Crefelder FC 1895        | 2              | 1              | 0              | 1              | 1:8            | 2:2            |
| 3.     | FC Viktoria 04 Ratingen  | Teruggetrokken | Teruggetrokken | Teruggetrokken | Teruggetrokken | Teruggetrokken | Teruggetrokken |
| 4.     | FC 1894 München-Gladbach | Teruggetrokken | Teruggetrokken | Teruggetrokken | Teruggetrokken | Teruggetrokken | Teruggetrokken |
| 5.     | VfB 1903 Kleve           | Teruggetrokken | Teruggetrokken | Teruggetrokken | Teruggetrokken | Teruggetrokken | Teruggetrokken |
| 6.     | Düsseldorfer SV 04       | Teruggetrokken | Teruggetrokken | Teruggetrokken | Teruggetrokken | Teruggetrokken | Teruggetrokken |

|  | Kampioen                                      |
|  | Trok zich na dit jaar terug uit de competitie |

## 2. Klasse
| Plaats | Club                          | Wed.              | W                 | G                 | V                 | Saldo             | Ptn.              |
| ------ | ----------------------------- | ----------------- | ----------------- | ----------------- | ----------------- | ----------------- | ----------------- |
| 1.     | FC Borussia München-Gladbach  | 8                 | 8                 | 0                 | 0                 | 25:08             | 16                |
| 2.     | FC Eintracht München-Gladbach | 8                 |                   |                   |                   | 16:15             | 08:08             |
| 3.     | Rheydter SpV 1905             | 8                 |                   |                   |                   | 15:08             | 06:10             |
| 4.     | FC Preußen 1904 Crefeld       | 8                 |                   |                   |                   | 13:25             | 05:11             |
| 5.     | FC Union 1905 Düsseldorf      | 8                 |                   |                   |                   | 12:25             | 05:11             |
| 6.     | Düsseldorfer SV 1904 II       | Gediskwalificeerd | Gediskwalificeerd | Gediskwalificeerd | Gediskwalificeerd | Gediskwalificeerd | Gediskwalificeerd |
| 7.     | FC 1894 München-Gladbach II   | Gediskwalificeerd | Gediskwalificeerd | Gediskwalificeerd | Gediskwalificeerd | Gediskwalificeerd | Gediskwalificeerd |
| 8.     | FC Britannia 1902 Düsseldorf  | Gediskwalificeerd | Gediskwalificeerd | Gediskwalificeerd | Gediskwalificeerd | Gediskwalificeerd | Gediskwalificeerd |
| 5.     | FC Solingen 1895              | Gediskwalificeerd | Gediskwalificeerd | Gediskwalificeerd | Gediskwalificeerd | Gediskwalificeerd | Gediskwalificeerd |

|  | Kampioen |